# Supernova (programma radiofonico)
Supernova è un programma radiofonico in onda dall'11 gennaio 2020, il sabato e la domenica, alle 5.35, sulle frequenze di Radio 1, scritto, condotto e diretto da Gaspare Bitetto, Duccio Pasqua e Luca Bernardini.
Il programma si svolge a bordo dell'astronave Supernova, grazie alla quale i protagonisti della trasmissione riescono a spostarsi attraverso lo spazio-tempo per affrontare avventure surreali alla scoperta di mondi sconosciuti all'interno dei luoghi più e meno noti dell'Universo.

## Trama
Dopo essersi ritrovati a bordo dell'astronave Supernova, senza mai scoprire veramente come e perché, i protagonisti della trasmissione, Gaspare Bitetto e Duccio Pasqua, scoprono di esse accompagnati nei loro viaggi da un computer di bordo controllato da una bizzarra e controversa intelligenza artificiale che chiede di farsi chiamare LEN1N, ovvero L'assistente Elettronico Numero 1 Nelmòndo. Dopo una breve serie di "viaggi di prova" per scoprire e testare le potenzialità della loro astronave, i protagonisti si ritrovano a visitare una per una le costellazioni dello zodiaco e i pianeti del Sistema Solare, raggiungendo successivamente numerose altre galassie, costellazioni, nebulose e corpi celesti dell spazio profondo.

## Ambientazione
La Supernova è un'astronave costruita nelle officine della Nova Enterprises, una superpotenza intergalattica controllata dai fratelli Franzo ed Emilio Nova. La sua caratteristica principale è quella di poter viaggiare nel cosmo a velocità smodata, ovvero a velocità maggiore di quella della luce, permettendole così di raggiungere quasi istantaneamente luoghi dello spazio-tempo altrimenti inaccessibili. Oltre a questa particolarità, l'interno dell'astronave è composto da uno spazio geometrico a quattro dimensioni, che permette a chi si trova al suo interno di accedere a settori della stessa invisibili dall'esterno, tra i quali una sauna, una palestra, un giardino idroponico, una sala cinema, una sala d'incisione e una lecceta di diversi chilometri quadrati. 

## Personaggi e interpreti
- Gaspare Bitetto (nel ruolo di se stesso).
- Duccio Pasqua (nel ruolo di se stesso).
- LEN1N, interpretato da Luca Bernardini.
- Carmen (l'assistente vocale di LEN1N), realizzata tramite sintetizzatore vocale.
- L'asteroide 3834_Zappafrank.
- Il Capitano Lelio. Lelio Pigoni
- I Fratelli Franzo ed Emilio Nova, interpretati da Francesco Galluzzo.
- La Porta Rossa, interpretata da Marina Borrometi.